# Província de Las Tunas
La província de Las Tunas és una de les províncies de Cuba. Les ciutats importants són: Puerto Padre, Amancio, i la ciutat capital, Las Tunas (històricament Victoria de Las Tunas).

## Clima i agricultura
La costa sud, que s'obre cap al Golf de Guacanayabo, és pantanosa i es caracteritza per manglars. Aquesta zona humida s'utilitza per cultivar canya de sucre, ja que el clima humit és molt adequat per al cultiu.
El bestiar també pastura per la província.

## Història
La província de Las Tunas va formar part de la província d'Oriente, fins que la província va ser dividida a cinc províncies més petites al 1975.
En el mateix any, es va iniciar un programa de desenvolupament ampli de modernització de la ciutat de Las Tunas i connectar-la per carretera a l'Havana.

## Municipis
| Municipi                          | Població (2010) | Superfície (km²) | Localització                                         | Comentaris         |
| --------------------------------- | --------------- | ---------------- | ---------------------------------------------------- | ------------------ |
| Amancio                           | 40.647          | 852,53           | 20° 49′ 11″ N, 77° 35′ 3″ O / 20.81972°N,77.58417°O  |                    |
| Colombia                          | 32.815          | 559,97           | 20° 59′ 27″ N, 77° 24′ 57″ O / 20.99083°N,77.41583°O |                    |
| Jesús Menéndez                    | 50.460          | 638,17           | 21° 09′ 49″ N, 76° 28′ 38″ O / 21.16361°N,76.47722°O |                    |
| Jobabo                            | 47.350          | 885,63           | 20° 54′ 29″ N, 77° 16′ 59″ O / 20.90806°N,77.28306°O |                    |
| Las Tunas                         | 200.238         | 908,92           | 20° 57′ 36″ N, 76° 57′ 16″ O / 20.96000°N,76.95444°O | Capital provincial |
| Majibacoa                         | 43.098          | 698,89           | 20° 55′ 2″ N, 76° 52′ 34″ O / 20.91722°N,76.87611°O  | Calixto            |
| Manatí                            | 31.478          | 942,30           | 21° 18′ 53″ N, 76° 56′ 15″ O / 21.31472°N,76.93750°O |                    |
| Puerto Padre                      | 91.976          | 1.106,25         | 21° 11′ 43″ N, 76° 36′ 5″ O / 21.19528°N,76.60139°O  |                    |
| Fonts: Població del cens de 2010. |                 |                  |                                                      |                    |

## Demografia
El 2010, la província de Las Tunas tenia 538.062. Amb una superfície total de 6.592,66 km², la província va tenir una densitat de població de 81,6/km².